# Enrique José Varona
Enrique José Varona y Pera (Puerto Príncipe, 1849 – L'Avana, 1933) è stato uno scrittore, filosofo e politico cubano.
Già redattore nel 1895 della dichiarazione d'indipendenza cubana, fu vicepresidente della repubblica cubana dal 1913 al 1917.
Tra le sue varie opere si ricordano gli Studi letterari e filosofici (1873), le Poesie (1878), gli Articoli e discorsi (1881) e i Ricordi (1917).